# Paula Pell
Paula Pell é uma escritora de televisão, actriz e produtora norte-americana. Ela é mais conhecida pelas performances no programa de televisão Saturday Night Live entre 1975-1976, no filme de cinema Thick and Thin de 2006 e na série de televisão 30 Rock nos episódios "The Fabian Strategy", "Season 4" e "Greenzo".

## Créditos
| Ano           | Programa            | Ocupação                                                  |
| ------------- | ------------------- | --------------------------------------------------------- |
| 1995-presente | Saturday Night Live | - Escritora chefe (2006-presente) - Escritora (1995-2006) |
| 2010          | 30 Rock             | - Produtora - Escritora - Actriz                          |